# 33528 Jinzeman
33528 Jinzeman este un asteroid din centura principală de asteroizi.

## Descriere
33528 Jinzeman este un asteroid din centura principală de asteroizi. A fost descoperit pe 17 aprilie 1999 la Observatorul din Ondřejov de Petr Pravec. Asteroidul prezintă o orbită caracterizată de o semiaxă mare de 2,33 ua, o excentricitate de 0,14 și o înclinație de 3,7° în raport cu ecliptica.